# Sites historiques et culturels majeurs protégés au niveau national (Sichuan)
Cette liste regroupe les principaux sites protégés pour leur valeur culturelle et historique au niveau national par l'administration d'état chargée du patrimoine culturel en Chine pour la province du Sichuan. Elle a été établie en sept vagues successives: la série 1 en 1961, 2 en 1982, 3 en 1988, 4 en 1996, 5 en 2001, 6 en 2006, 7 en 2013. La liste présentée ci-dessous ne reprend actuellement que les quatre premières séries.
| N°    | Désignation                                                      | Ville / district     | Image |
| ----- | ---------------------------------------------------------------- | -------------------- | ----- |
| 1-22  | Pont de Luding                                                   | Garzê / Luding       |       |
| 1-43  | Sculptures du temple Huangze                                     | Guangyuan            |       |
| 1-44  | Falaise des mille bouddhas                                       | Guangyuan            |       |
| 1-51  | Tours Han de Qu                                                  | Dazhou / Qu          |       |
| 1-52  | Tour de Pingyang                                                 | Mianyang             |       |
| 1-56  | Tombe de Gao Yi                                                  | Ya'an                |       |
| 1-119 | Temple du marquis de Wu                                          | Chengdu              |       |
| 1-120 | Chaumière de Du Fu                                               | Chengdu              |       |
| 1-133 | Monuments du mont Emei                                           | Leshan / Emeishan    |       |
| 1-175 | Tombe de Wang Jian                                               | Chengdu / Jinniu     |       |
| 2-13  | Grand Bouddha de Leshan et pagode Lingbao                        | Leshan               |       |
| 2-36  | Système d'irrigation de Dujiangyan                               | Chengdu / Dujiangyan |       |
| 3-12  | Maison de Zhu De                                                 | Nanchong / Yilong    |       |
| 3-19  | Monument pour les martyrs des projets des chemins de fer         | Chengdu              |       |
| 3-33  | Quartier général de la Quatrième Armée de Front de l'Armée Rouge | Bazhong / Tongjiang  |       |
| 3-47  | Sculptures de Nankan                                             | Bazhong              |       |
| 3-50  | Grottes d'Anyue                                                  | Ziyang / Anyue       |       |
| 3-57  | Puits de Shenhai                                                 | Zigong / Da'an       |       |
| 3-72  | Zhuokeji Tusiguan                                                | Ngaba / Barkam       |       |
| 3-76  | Hall des marchands de Xiqin                                      | Zigong / Da'an       |       |
| 3-100 | Statue de Fan Min                                                | Ya'an / Lushan       |       |
| 3-114 | Temple Feilai                                                    | Leshan / Emeishan    |       |
| 3-115 | Temple Yunyan                                                    | Mianyang / Jiangyou  |       |
| 3-200 | Site de Sanxingdui                                               | Deyang / Guanghan    |       |
| 3-223 | Fours Qiong                                                      | Chengdu / Qionglai   |       |
| 3-238 | Tombe de Mahao                                                   | Leshan               |       |
| 3-249 | Cercueils suspendus des Bo                                       | Yibin / Gong         |       |
| 4-66  | Tombes de Qijiang                                                | Mianyang / Santai    |       |
| 4-76  | Tombes des princes de Shu                                        | Chengdu              |       |
| 4-79  | Pont de Longnao                                                  | Luzhou / Lu          |       |
| 4-125 | Temple du Qiqushan                                               | Mianyang / Zitong    |       |
| 4-156 | Temple de Bao'en                                                 | Mianyang / Pingwu    |       |
| 4-157 | Anciens bâtiments du Zhenwushan                                  | Yibin                |       |
| 4-158 | Temple des ancêtres de Zhang Fei                                 | Langzhong            |       |
| 4-183 | Imprimerie Dege Parkhang                                         | Garzê / Dêgê         |       |
| 4-184 | Fermes du Xijiashan                                              | Garzê / Dêgê         |       |
| 4-185 | Temple des ancêtres de Yang Sheng'an et parc Guihu               | Chengdu              |       |
| 4-212 | Demeure de Liu Wencai                                            | Chengdu / Dayi       |       |
| 4-249 | Ancienne distillerie de Luzhou                                   | Luzhou               |       |